# Telescopus
Telescopus – rodzaj węży z podrodziny Colubrinae w rodzinie połozowatych (Colubridae).

## Zasięg występowania
Rodzaj obejmuje gatunki występujące w Bułgarii, Chorwacji, Bośni i Hercegowinie, Macedonii Północnej, Albanii, we Włoszech, w Grecji, na Cyprze, Malcie, w Turcji, Rosji, Armenii, Azerbejdżanie, Gruzji, Turkmenistanie, Iranie, Iraku, Pakistanie, Afganistanie, Syrii, Jemenie, Omanie, Zjednoczonych Emiratach Arabskich, Arabii Saudyjskiej, Jordanii, Izraelu, Egipcie, Libii, Tunezji, Algierii, Maroku, Saharze Zachodniej, Nigrze, Sierra Leone, Burkinie Faso, Gwinei, Wybrzeżu Kości Słoniowej, Ghanie, Gambii, Senegalu, Gwinei Bissau, Togo, Beninie, Nigerii, Kamerunie, Czadzie, Sudanie, Republice Środkowoafrykańskiej, Kenii, Tanzanii, Erytrei, Etiopii, Somalii, Malawi, Demokratycznej Republice Konga, Kongu, Rwandzie, Burundi, Mozambiku, Eswatini, Ugandzie, Angoli, Botswanie, Zimbabwe, Namibii i Południowej Afryce.

## Systematyka

### Etymologia
- Telescopus: gr. τηλεσκοπος tēleskopos „daleko widzący”, od τηλε tēle „daleko”; σκοπεω skopeō „patrzyć na coś, przyglądać się”[2].
- Tarbophis: gr. ταρβος tarbos „trwoga, przerażenie”, od ταρβεω tarbeō „być przestraszonym, bać się”; οφις ophis, οφεως opheōs „wąż”[3]. Gatunek typowy: Tarbophis fallax Fleischmann, 1831.
- Trigonophis: gr. τριγονον trigōnon „trójkąt”, od τρεις treis, τριων triōn „trzy”[9]; οφις ophis, οφεως opheōs „wąż”[10]. Gatunek typowy: Trigonophis iberus Eichwald, 1831[a].
- Migiurtinophis: Migiurtinia (obecnie część Somalii)[5]; οφις ophis, οφεως opheōs „wąż”[10]. Gatunek typowy: Migiurtinophis pulcher Scortecci, 1935.
- Pseudotarbophis: gr. ψευδος pseudos „fałszywy”[11]; rodzaj Tarbophis Fleischmann, 1831[6]. Gatunek typowy: Pseudotarbophis gabesi Domergue, 1955 (= Leptodira tripolitana Werner, 1909).

### Podział systematyczny
Do rodzaju należą następujące gatunki: 
- Telescopus beetzi (Barbour, 1922)
- Telescopus dhara (Forskål, 1775)
- Telescopus fallax Fleischmann, 1831 – wąż koci
- Telescopus finkeldeyi Haacke, 2013
- Telescopus gezirae Broadley, 1994
- Telescopus hoogstraali Schmidt & Marx, 1956
- Telescopus nigriceps (Ahl, 1924)
- Telescopus obtusus (Reuss, 1834)
- Telescopus pulcher (Scortecci, 1935)
- Telescopus rhinopoma (Blanford, 1874)
- Telescopus semiannulatus Smith, 1849
- Telescopus tessellatus (Wall, 1908)
- Telescopus tripolitanus (Werner, 1909)
- Telescopus variegatus (Reinhardt, 1843)